# Лашко
Лашко (словен. Laško) — поселення в общині Лашко, Савинський регіон, Словенія. Висота над рівнем моря: 259,9 м. 